# Championnats du monde de trampoline 2007
Navigation
Édition précédente Édition suivante
Les 25e Championnats du monde de trampoline, tumbling et double mini-trampoline ont eu lieu à Québec au Canada du 31 octobre au 3 novembre 2007. 

## Résultats

### Hommes

#### Double Mini
| Rang               | Gymnaste                     | Points |
| ------------------ | ---------------------------- | ------ |
| Médaille d'or      | Kirill Ivanov (RUS)          | 78.000 |
| Médaille d'argent  | Denis Vachon (CAN)           | 73.600 |
| Médaille de bronze | Kalon Ludvigson (USA)        | 71.600 |
| 4                  | Alexey Borovikov (RUS)       | 70.900 |
| 5                  | Ty Swadling (AUS)            | 70.900 |
| 6                  | Stephen Raymond (USA)        | 69.300 |
| 7                  | Fabio Castanho (POR)         | 61.400 |
| 8                  | Micheal Scott-Beaulieu (GBR) | 37.700 |

#### Double mini par équipe
| Rang | Pays        | Gymnastes                                                                     | Points |
| ---- | ----------- | ----------------------------------------------------------------------------- | ------ |
|      | Russie      | Alexei Borovikov Evgeniy Chernoivanov Alexey Ilichev Kirill Ivanov            | 111.40 |
|      | États-Unis  | Kalon Ludvigson Andrew Muzzarelli Stephen Raymond Josh Vance                  | 109.60 |
|      | Royaume-Uni | Toby Eager Michael Scott-Beaulieu Domonic Swaffer Matthew Swaffer             | 107.20 |
| 4    | Australie   | Nicholas Smith Leigh Howlett Damian Ryan Ty Swadling                          | 95.60  |
| 5    | Espagne     | Ivan Ontiveros Ortiz Sandro Moreno Aniol Pérez Alejandro Ruiz-Cuevas Quintero | 56.80  |

#### Individuel
| Rang               | Gymnaste                | Points |
| ------------------ | ----------------------- | ------ |
| Médaille d'or      | Ye Shuai (CHN)          | 41.400 |
| Médaille d'argent  | Dong Dong (CHN)         | 40.700 |
| Médaille de bronze | Yasuhiro Ueyama (JPN)   | 40.500 |
| 4                  | Tetsuya Sotomura (JPN)  | 39.700 |
| 5                  | Henrik Stehlik (GER)    | 39.500 |
| 6                  | Flavio Cannone (ITA)    | 39.500 |
| 7                  | Alexander Rusakov (RUS) | 39.500 |
| 8                  | Dimitri Ushakov (RUS)   | 39.300 |

#### Par équipes
| Rang | Pays    | Gymnastes                                                             | Points |
| ---- | ------- | --------------------------------------------------------------------- | ------ |
|      | Chine   | Dong Dong Chunlong Lu Xiao Tu Shuai Ye                                | 122.90 |
|      | Japon   | Masaki Ito Shunsuke Nagasaki Tetsuya Sotomura Yasuhiro ueyama         | 119.50 |
|      | France  | Mickael Jala David Martin Sébastien Martiny Gregoire Pennes           | 117.00 |
| 4    | Russie  | German Knychev Yuri Kozyakov Alexander Rusakov Dimitri Ushakov        | 99.80  |
| 5    | Ukraine | Olexander Chernonos Viacheslav Makovetski Andrei Matvyev Yuri Nikitin | 76.70  |

#### Synchro
| Rang               | Gymnaste                                    | Points |
| ------------------ | ------------------------------------------- | ------ |
| Médaille d'or      | Japon Tetsuya Sotomura Yasuhiro Ueyama      | 51.200 |
| Médaille d'argent  | Australie Scott Brown Ben Wilden            | 49.600 |
| Médaille de bronze | Suisse Michel Boillet Ludovic Martin        | 48.200 |
| 4                  | États-Unis Ryan Weston Chris Estrada        | 48.100 |
| 5                  | France Mickaël Jala Sébastien Laifa         | 48.100 |
| 6                  | Biélorussie Yakau Rakitski Yauhen Zhukouski | 47.900 |
| 7                  | Ukraine Yuri Nikitin Olexander Chernonos    | 5.400  |
| 8                  | Russie Alexander Rusakov Dimitri Ushakov    |        |

#### Tumbling
| Rang               | Gymnaste               | Points |
| ------------------ | ---------------------- | ------ |
| Médaille d'or      | Andrey Krylov (RUS)    | 79.200 |
| Médaille d'argent  | Pan Huanian (CHN)      | 77.200 |
| Médaille de bronze | Sergei Artemenko (BLR) | 74.900 |
| 4                  | Kalon Ludvigson (USA)  | 74.900 |
| 5                  | Wang Jiexu (CHN)       | 72.600 |
| 6                  | Andrei Kabishev (BLR)  | 71.800 |
| 7                  | Charlie Burrows (GBR)  | 71.700 |
| 8                  | Yuriy Freyuk (UKR)     | 62.700 |

#### Tumbling par équipe
| Rang | Pays        | Gymnastes                                                               | Points |
| ---- | ----------- | ----------------------------------------------------------------------- | ------ |
|      | Russie      | Alexander Dramaretsky Alexander Goncharov Vasili Kirillov Andrey Krylov | 113.90 |
|      | Chine       | Zhenqiu Li Huanian Pan Yang Song Jiexu Wang                             | 111.90 |
|      | Biélorussie | Sergei Artemenko Dmitriy Darashuk Andrei Kabishev Sergey Primakov       | 109.00 |
| 4    | Royaume-Uni | Michael Barnes Greg Boosey Charlie Burrows Damien Walters               | 107.70 |
| 5    | États-Unis  | Chris Adair Jeffrey Brown Chris Ford Kalon Ludvigson                    | 106.40 |

### Femmes

#### Double Mini
| Rang | Gymnaste           | Pays       | Points |
| ---- | ------------------ | ---------- | ------ |
|      | Sarah Charles      | Canada     | 70.900 |
|      | Julie Warnock      | Canada     | 69.700 |
|      | Kaci Barry         | États-Unis | 68.800 |
| 4    | Galina Goncharenko | Russie     | 67.800 |
| 5    | Victoria Voronina  | Russie     | 65.900 |
| 6    | Ana Simoes         | Portugal   | 65.800 |
| 7    | Aubree Balkan      | États-Unis | 54.600 |
| 8    | Samantha Oliveira  | Brésil     | 54.500 |

#### Double mini par équipe
| Rang | Pays        | Gymnastes                                                                  | Points |
| ---- | ----------- | -------------------------------------------------------------------------- | ------ |
|      | Russie      | Victoria Voronina Galina Goncharenko Anastasia Velichko Svetlana Balandina | 104.70 |
|      | Canada      | Julie Warnock Sarah Charles                                                | 103.70 |
|      | États-Unis  | Aubree Balkan Kaci Barry Sarah Prosen                                      | 101.00 |
| 4    | Portugal    | Marta Ferreira Silvia Saiote Ana Simões                                    | 100.80 |
| 5    | Royaume-Uni | Asha Bayliss Nicola Pugh Kirsty Ward                                       | 100.60 |

#### Individuel
| Rang | Gymnaste            | Pays        | Points |
| ---- | ------------------- | ----------- | ------ |
|      | Irina Karavaeva     | Russie      | 38.600 |
|      | Huang Shanshan      | Chine       | 38.100 |
|      | Rosannagh MacLennan | Canada      | 37.700 |
| 4    | He Wenna            | Chine       | 37.100 |
| 5    | Anna Dogonadze      | Allemagne   | 36.800 |
| 6    | Tatiana Petrenia    | Biélorussie | 35.200 |
| 7    | Natalia Chernova    | Russie      | 34.400 |
| 8    | Karen Cockburn      | Canada      | 17.600 |

#### Par équipes
| Rang | Pays        | Gymnastes                                                               | Points |
| ---- | ----------- | ----------------------------------------------------------------------- | ------ |
|      | Chine       | Wenna He Shanshan Huang Dan Luo Xingping Zhong                          | 115.20 |
|      | Canada      | Brenna Casey Sarah Charles Karen Cockburn Rosannagh MacLennan           | 111.40 |
|      | Russie      | Natalia Chernova Irina Karavaeva Natalia Kolesnikova Galina Goncharenko | 107.90 |
| 4    | Japon       | Hiromi Hammoto Haruka Hirota Kazuyo Minato Mina Terada                  | 106.00 |
| 5    | Biélorussie | Maria Gridchina Ekaterina Mironova Tatiana Petrenia Tatyana Prischepova | 104.70 |

#### Synchro
| Rang | Gymnaste                             | Pays        | Points |
| ---- | ------------------------------------ | ----------- | ------ |
|      | Karen Cockburn, Rosannagh MacLennan  | Canada      | 49.300 |
|      | Irina Karavaeva, Natalia Chernova    | Russie      | 48.700 |
|      | Yulia Domchevska, Olena Movchan      | Ukraine     | 47.700 |
| 4    | Tatiana Petrenia, Ekaterina Mironova | Biélorussie | 46.500 |
| 5    | Gu Qingwen, Jiang Yiqi               | Chine       | 46.400 |
| 6    | Kazuyo Minato, Mina Terada           | Japon       | 43.800 |
| 7    | Lara Hueninghake, Sarah Syed         | Allemagne   | 41.800 |
| 8    | Claire Wright, Katherine Driscoll    | Royaume-Uni | 23.400 |

#### Tumbling
| Rang | Gymnaste          | Pays        | Points |
| ---- | ----------------- | ----------- | ------ |
|      | Anna Korobeyniova | Russie      | 70.700 |
|      | Olena Chabanenko  | Ukraine     | 68.200 |
|      | Anastasia Isupova | Russie      | 67.700 |
| 4    | Anna Terrenia     | Biélorussie | 66.100 |
| 5    | Song Yehong       | Chine       | 61.300 |
| 6    | Sarah Turner      | Royaume-Uni | 55.100 |
| 7    | Yulia Hall        | États-Unis  | 52.700 |
| 8    | Kaitlin Tortorich | États-Unis  | 50.700 |

#### Tumbling par équipe
| Rang | Pays        | Gymnastes                                                 | Points |
| ---- | ----------- | --------------------------------------------------------- | ------ |
|      | États-Unis  | Kaitlin Tortorich Susannah Johnson Yuliya Hall            | 98.50  |
|      | Russie      | Yekaterina Reynbakh Anna Korobeynikova Anastasiya Isupova | 97.70  |
|      | Royaume-Uni | Sarah Turner Samantha Palmer Laura Houson                 | 96.60  |
| 4    | Canada      | Jenna Stamp Ashley Speed Emily Smith                      | 95.50  |
| 5    | Ukraine     | Olena Chabanenko Olena Dribna Katerina Bayeva             | 94.80  |